# Anacampseros subnuda

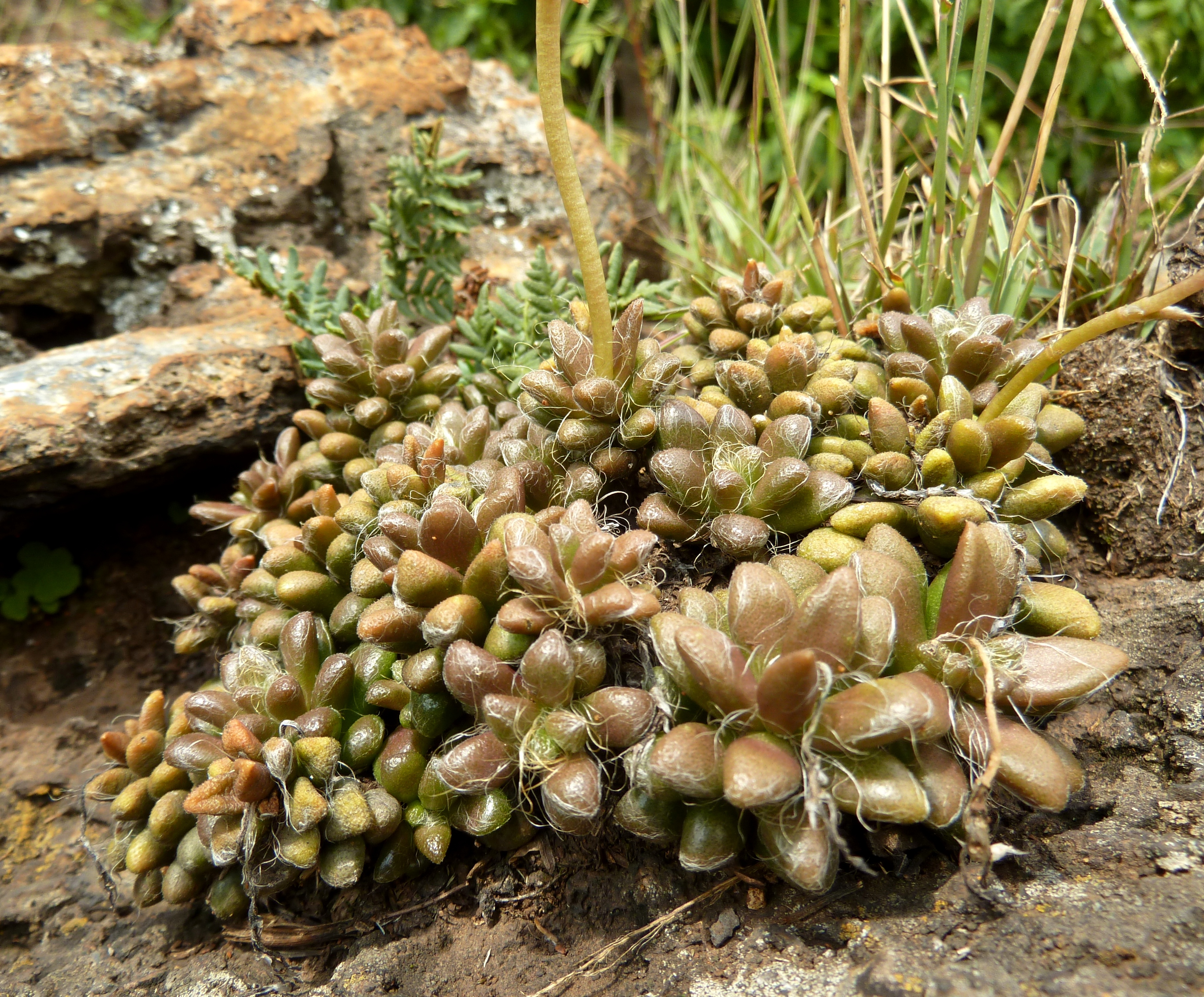
Anacampseros subnuda

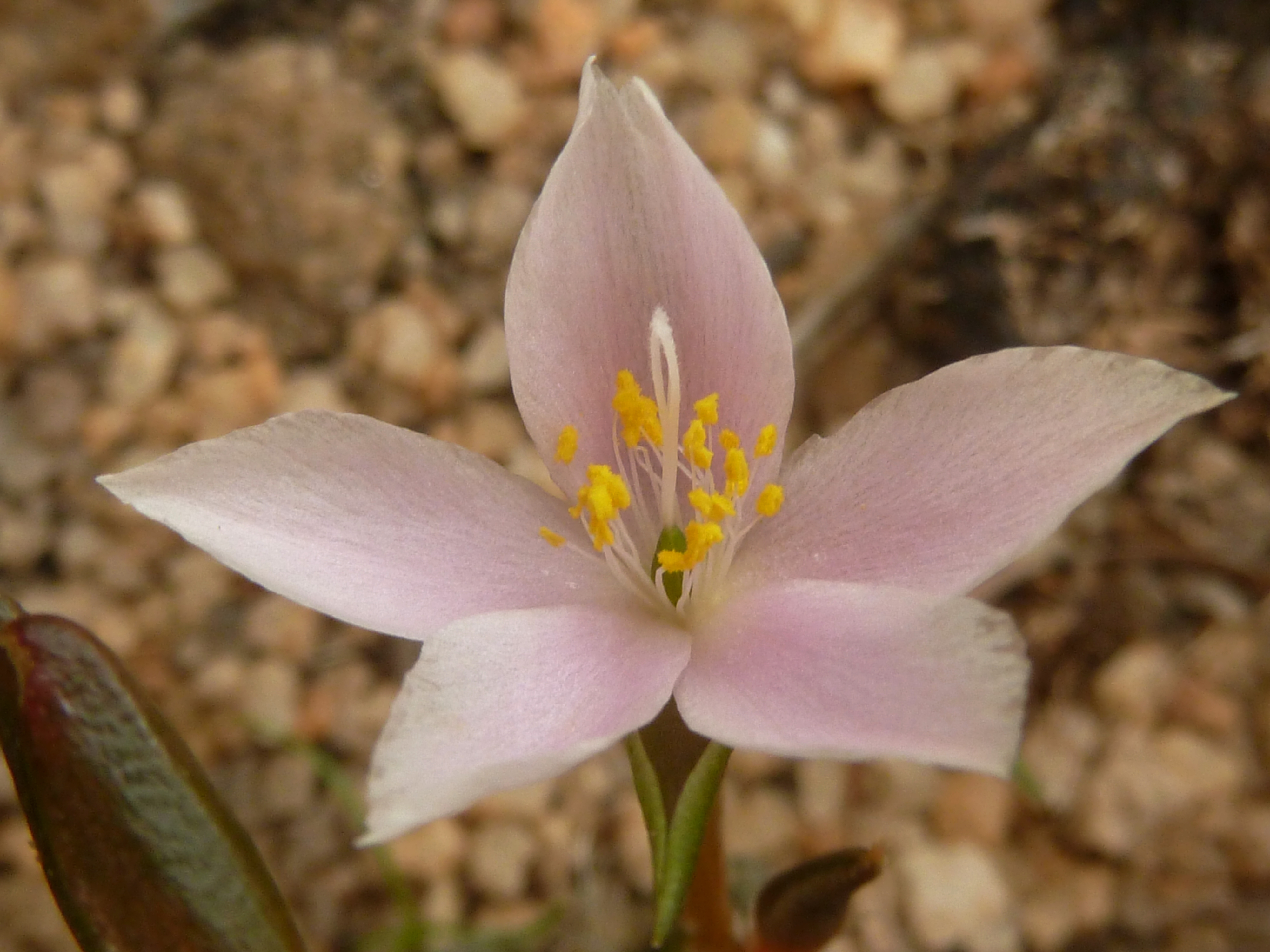
Flor

Anacampseros subnuda és una espècie de planta suculenta del gènere Anacampseros, que pertany a la família Anacampserotaceae.

## Descripció
És una planta perenne, suculenta, que forma petits grups fins a 5 cm d'alçada, que creix a partir d'un càudex gruixut.
Les fulles en rosetes estretes, de color verdós a violaci, gruixudament carnoses, d'1,5 a 2 cm de llarg, minuciosament tuberculades a la superfície i cobertes de llargs pèls grisencs agrupats cap a l'àpex.
La inflorescència de fins a 15 cm d'alçada inclòs el peduncle, de 2 a 6 flors.
Les flors són de color blanc o rosa, que s'obren durant unes hores a la tarda.

## Distribució
Planta endèmica del sud de Zimbàbue, sud-est de Botswana i nord de Sud-àfrica. Creix en sòls poc profunds sobre afloraments rocosos,

## Taxonomia
Anacampseros subnuda va ser descrita per Karl von Poellnitz (Poelln.) i publicada a Botanische Jahrbücher für Systematik, Pflanzengeschichte und Pflanzengeographie. Leipzig. 65(4-5): 429. 1933.

### Etimologia
Anacampseros: nom genèric que deriva de les paraules gregues: Anakampto = 'recuperar' i eros = 'amor'.
subnuda: epítet llatí que significa 'gairebé nu', probablement es refereix a tenir pèls només a prop de l'àpex de les fulles.

### Subespècies
- Anacampseros subnuda subsp. subnuda.
- Anacampseros subnuda subsp. lubbersii (Bleck) Gerbaulet (sinònim d'Anacampseros lubbersii Bleck).